# Satō Tadanobu
Satō Tadanobu est un nom japonais traditionnel ; le nom de famille (ou le nom d'école), Satō, précède donc le prénom (ou le nom d'artiste).
Satō Tadanobu (佐藤 忠信, 1161-1186) est un samouraï de la fin de l'époque de Heian, vassal et compagnon d'armes de  Minamoto no Yoshitsune. Selon le Genpei jōsuiki, il était l'un des Yoshitsune shitennō (義経 四天王, littéralement « quatre Rois célestes de Yoshitsune »), avec Kamata Morimasa, Kamata Mitsumasa et Satō Tsugunobu dont il était le cadet. Leur père était Satō Motoharu, l'obligé d'Ōshū Fujiwara.

## La retraite de Yoshitsune
Satō est principalement connu pour avoir sauvé la vie de son maître Yoshitsune à Yoshino, une histoire relatée par le Gikeiki, et devenue quelque peu légendaire avec les années. Voyageant vers Kyushu pour échapper aux troupes de son frère Yoritomo, Yoshitsune et ses forces furent assaillis par les moines Zo-o-no, et semblaient perdus. Satō se porta volontaire pour un combat d'arrière-garde permettant à Yoshitsune de s'enfuir, et lui emprunta son armure afin de se faire passer pour lui. Ainsi déguisé, Satō provoqua les assaillants, tuant ou blessant plus de vingt hommes. Ses compagnons furent tués, mais Satō leur échappa et continua vers Kyoto, où il se réfugia chez une femme de ses connaissances. Là, il fut découvert et attaqué et, menacé de capture, accomplit le seppuku,.

## GobanTadanobu
Un récit populaire de la mort de Satō Tadanobu dit qu'il fut attaqué alors qu'il jouait une partie de go. Ne pouvant atteindre ses armes, il se serait emparé d'un goban et aurait repoussé ses ennemis avant de se donner la mort. Cet épisode a été souvent représenté dans des estampes ukiyo-e,, et a aussi inspiré des pièces du répertoire kabuki comme Yoshino Shizuka Goban Tadanobu, Yoshitsune Senbon-sakura, ainsi que Goban Tadanobu. Dans beaucoup de ces pièces, il est insinué que Tadanobu serait un esprit-renard (Genkurō), car il s'était fait passer pour Yoshitsune (au Japon, on croyait que les renards pouvaient changer de forme).